# Geometrisk summa
Inom matematiken är en geometrisk summa en summa för vilken kvoten mellan varje par av intilliggande termer är konstant.

## Formler
Geometrisk summa:
{\displaystyle \sum _{k=m}^{n}a^{k}={\begin{cases}{\frac {a^{n+1}-a^{m}}{a-1}},\quad &a\neq 1\\n-m+1,\quad &a=1\end{cases}}}
Geometrisk serie:
{\displaystyle \sum _{k=0}^{\infty }a^{k}={\frac {a^{0}}{1-a}},\quad |a|<1}
Om {\displaystyle |a|\geq 1} divergerar serien.

## Exempel
För den geometriska summan
{\displaystyle x_{1}\,+x_{2}+x_{3}+x_{4}+x_{5}}
är förhållandet mellan de intilliggande termerna
{\displaystyle {\frac {x_{2}}{x_{1}}}={\frac {x_{3}}{x_{2}}}={\frac {x_{4}}{x_{3}}}={\frac {x_{5}}{x_{4}}}=a.}
vilket exempelvis innebär att 
{\displaystyle x_{5}\,=ax_{4}=a^{2}x_{3}=a^{3}x_{2}=a^{4}x_{1}.}
På samma sätt kan de de övriga termerna bestämmas, vilket tillåter att summan skrivs om enligt
{\displaystyle x_{1}+ax_{1}+a^{2}x_{1}+a^{3}x_{1}+a^{4}x_{1}\,=x_{1}(1+a+a^{2}+a^{3}+a^{4}).}
Varje geometrisk summa {\displaystyle x_{1}+x_{2}+x_{3}+x_{4}+x_{5},}  kan alltså beräknas om det går att beräkna den geometriska summa vars första term är talet ett:
{\displaystyle 1\,+a+a^{2}+a^{3}+a^{4}.}
Hur stor är denna summa? Beteckna den med {\displaystyle S_{5}} (en summa med fem termer):
{\displaystyle S_{5}\,=1+a+a^{2}+a^{3}+a^{4}.}
Om denna summa multipliceras med {\displaystyle a}, blir den nya summan
{\displaystyle aS_{5}\,=a+a^{2}+a^{3}+a^{4}+a^{5}.}
Om vi beräknar differensen {\displaystyle aS_{5}\,-S_{5}}, försvinner alla termer utom {\displaystyle a^{5}} och 1:
{\displaystyle aS_{5}-S_{5}\,=a^{5}-1.}
Av detta kan slutsatsen dras att summan {\displaystyle S_{5}} är
{\displaystyle S_{5}\,={\frac {a^{5}-1}{a-1}}.}
Den ursprungliga geometriska summan är därför: 
{\displaystyle x_{1}+x_{2}+x_{3}+x_{4}+x_{5}=x_{1}\cdot {\frac {a^{5}-1}{a-1}},\qquad a={\frac {x_{2}}{x_{1}}}.}
(Denna formel kan inte användas om {\displaystyle a=1} men i detta fall är alla termer lika med den första termen, vilket gör att summan blir
{\displaystyle x_{1}+x_{1}+x_{1}+x_{1}+x_{1}=5x_{1}.})

## Allmän geometrisk summa
Den allmänna geometriska summan består av {\displaystyle n} stycken termer:
{\displaystyle x_{1}+x_{2}+\cdots +x_{n},\qquad {\frac {x_{2}}{x_{1}}}=\cdots ={\frac {x_{n}}{x_{n-1}}}=a.}
Summan kan beräknas på samma sätt som summan {\displaystyle S_{5}}; det enda som behöver göras är att ersätta talet 5 med talet {\displaystyle n}:
{\displaystyle x_{1}+\cdots +x_{n}={\begin{cases}x_{1}\cdot {\frac {a^{n}-1}{a-1}},\qquad &a\neq 1;\\n\,x_{1},\qquad &a=1.\end{cases}}}

### Alternativ härledning av formeln för allmän geometrisk summa
Genom att använda oss av den allmänna konjugatregeln kan vi härleda formeln för den allmänna geometriska summan. Den allmänna konjugatregeln är en vidareutveckling av konjugatregeln
{\displaystyle a^{2}-b^{2}=(a-b)\cdot (a+b)}
till att gälla för exponenter större än 2:
{\displaystyle a^{n+1}-b^{n+1}=(a-b)\cdot \left(\sum _{k=1}^{n+1}a^{n+1-k}\,b^{k-1}\right).}
Talen {\displaystyle a} och b kan vara vilka tal (reella eller komplexa) som helst. Om vi låter b vara talet 1, kan vi läsa av formeln för den allmänna geometriska summan:
{\displaystyle a^{n+1}-1=(a-1)\cdot \left(\sum _{k=1}^{n+1}a^{n+1-k}\right)=(a-1)\cdot (1+a+\cdots +a^{n}).}

### Exempel inom talteori
De så kallade Mersennetalen är positiva heltal som kan uttryckas som {\displaystyle 2^{n}-1,\,} där n är ett positivt heltal. Den allmänna konjugatregeln visar att Mersennetalet {\displaystyle 2^{n}-1\,} är ett primtal om och endast om den geometriska summan {\displaystyle 1+2+2^{2}+\cdots +2^{n-1}} är ett primtal. 
Om exempelvis {\displaystyle n=3} så får vi ett primtal: {\displaystyle 2^{3}-1\,=7} och den geometriska summan {\displaystyle 1+2+2^{2}\,=7.}
Man kan fråga sig om det finns andra primtal som kan uttryckas på samma form som Mersenneprimtalen, det vill säga som {\displaystyle a^{n}-1,\,} där {\displaystyle a} är ett positivt heltal större än talet två. Svaret på denna fråga är nekande; Den allmänna konjugatregeln visar att ett sådant tal kan faktoriseras: Den ena faktorn är talet {\displaystyle a-1\,} (som är större än talet ett) och den andra är den geometriska summan {\displaystyle 1+a+\cdots +a^{n-1}.}

### Exempel
En viss typ av virus skapar en avkomma en gång per sekund. Hur många viruspartiklar finns det efter en minut om spridningen startar med en enda viruspartikel?
Varje sekund bildas det lika många viruspartiklar som det fanns sekunden innan. I början finns en viruspartikel som får en avkomma, då finns det totalt två viruspartiklar. Dessa får en avkomma var, då har vi fyra viruspartiklar, och så vidare.
Det sammanlagda antalet viruspartiklar kan uttryckas som en geometrisk summa bestående av 61 termer:
{\displaystyle 1+1+2+2^{2}+2^{3}+\cdots +2^{59}.}
Med hjälp av formeln för den allmänna geometriska serien kan vi uttrycka detta som:
{\displaystyle 1+1+2+2^{2}+2^{3}+\cdots +2^{59}=1+\sum _{k=0}^{59}2^{k}=1+{\frac {2^{60}-1}{1}}=2^{60}.}
Detta är ett mycket stort tal, vilket vi kan se om vi uttrycker det som en tiopotens genom att använda en av de så kallade logaritmlagarna:
{\displaystyle 2^{60}=10^{\lg 2^{60}}=10^{60\,\lg 2}\approx 10^{60\cdot 0,301}=10^{18,06}\approx 10^{18}.}
Detta tal kan skrivas som en etta följt av 18 stycken nollor:
{\displaystyle 2^{60}\approx 1\,000\,000\,000\,000\,000\,000;}
vilket är en miljon biljoner.

## Geometrisk serie
En geometrisk serie är ett matematiskt objekt som definieras med hjälp av formeln för den allmänna geometriska summan:
{\displaystyle \sum _{k=0}^{\infty }a^{k}={\frac {1}{1-a}},\quad om\quad |a|<1.}
Om absolutbeloppet av a är större eller lika med 1, är serien divergent.

### Definition
Vi kan inte beräkna en geometrisk serie genom att summera oändligt många termer, eftersom vi aldrig skulle bli färdiga med additionen. Trots detta kan vi, på omvägar, tala om vad slutresultatet skulle ha blivit om vi hade kunnat det. Matematiskt uttrycks detta som ett gränsvärde: 
Den geometriska serien är ett gränsvärde av den geometriska summan ({\displaystyle S_{n}}) då antalet termer ({\displaystyle n}) växer mot oändligheten.
Med symboler skrivs detta som:
{\displaystyle \sum _{k=0}^{\infty }a^{k}=\lim _{n\to \infty }\sum _{k=0}^{n}a^{k}.}
Man läser detta på följande sätt: 'Summa a upphöjt till k, då k går från noll till oändligheten, är lika med, limes då n går mot oändligheten, summa a upphöjt till k då k går från noll till n.'
Vi tillämpar en av räknereglerna för gränsvärde för att visa varför formeln för den geometriska serien ser ut som den gör.
{\displaystyle \lim _{n\to \infty }\sum _{k=0}^{n}a^{k}=\lim _{n\to \infty }{\frac {a^{n+1}-1}{a-1}}={\frac {(\lim _{n\to \infty }a^{n+1})-1}{a-1}}.}
Vi kräver att talet {\displaystyle a} skall ligga mellan talen -1 och 1; Detta innebär att gränsvärdet {\displaystyle \lim _{n\to \infty }a^{n+1}} är lika med noll:
{\displaystyle \lim _{n\to \infty }a^{n+1}=0,\quad -1<a<1.}
Om vi sätter in detta resultat i formeln ovan, så ser vi att:
{\displaystyle \lim _{n\to \infty }\sum _{k=0}^{n}a^{k}={\frac {(\lim _{n\to \infty }a^{n+1})-1}{a-1}}={\frac {0-1}{a-1}}={\frac {1}{1-a}},\quad -1<a<1.}